# Käte Laserstein

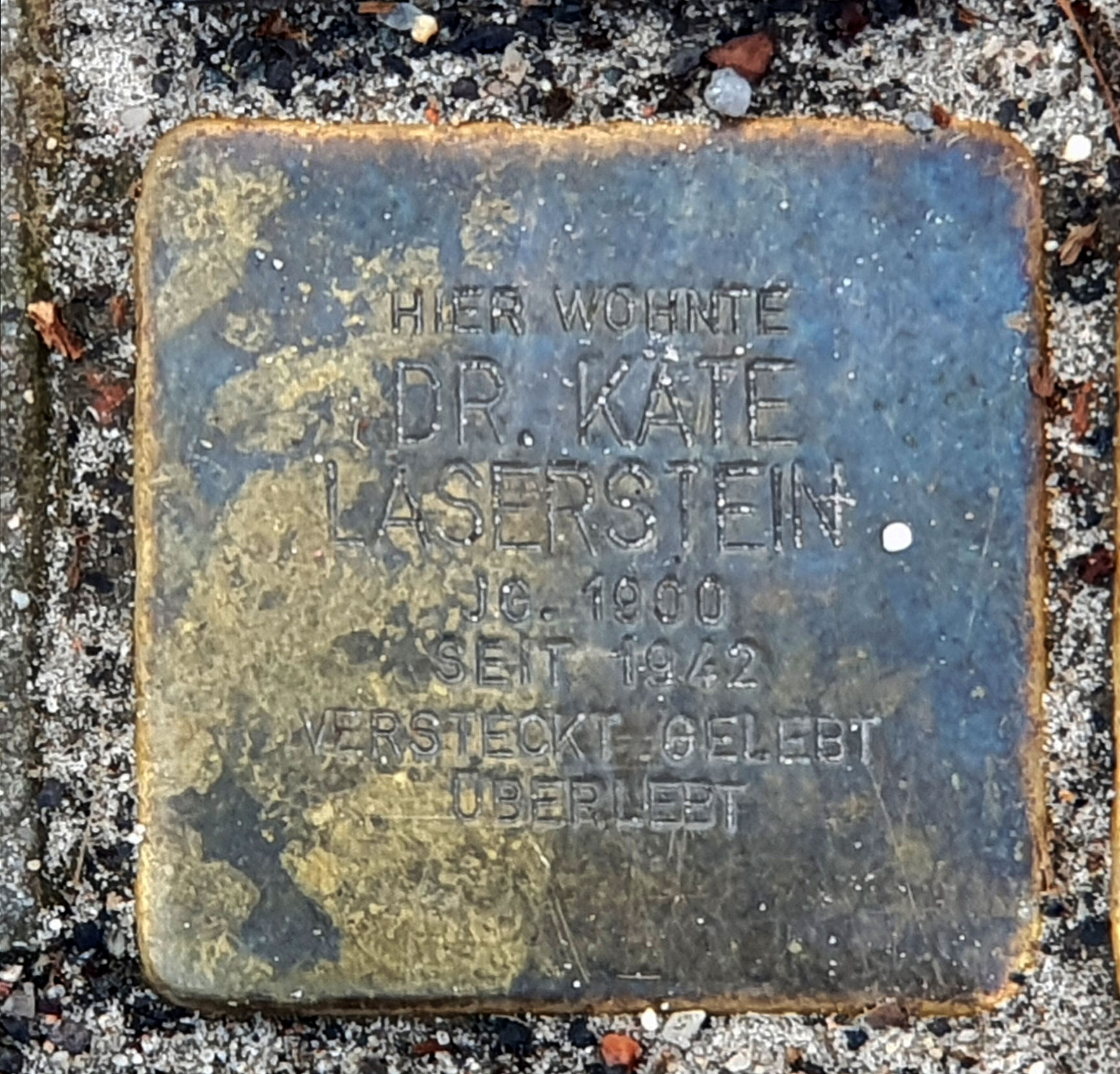
Stolperstein am Haus, Immenweg 7, in Berlin-Steglitz

Käte Rosalie Ida Laserstein (geboren am 27. Mai 1900 in Preußisch Holland, heute Pasłęk; gestorben am 9. August 1965 in Berlin) war eine deutsche Germanistin und Lehrerin. Sie wurde in der NS-Zeit als Jüdin verfolgt und konnte in verschiedenen Verstecken überleben. Käte Laserstein war die Schwester der Malerin Lotte Laserstein.

## Leben
Käte Laserstein wurde im ostpreußischen Oberland als zweite Tochter der Meta Laserstein (geb. Birnbaum) und des Apothekers Hugo Laserstein geboren. Nach dem Tod des Vaters (1902) zog die Familie schließlich 1912 nach Berlin, wo Käte Laserstein ihr Abitur machte und mit dem Studium begann, an dessen Ende 1924 in München die Promotion in Germanistik stand. Sie arbeitete zuerst als freischaffende Germanistin, bis sie ein Lehramtsstudium in Greifswald aufnahm, das sie 1932 mit dem preußischen Staatsexamen abschloss. 1933 wurde sie aufgrund des sogenannten Berufsbeamtengesetzes aus dem staatlichen Schuldienst entlassen und unterrichtete bis zu deren Schließung an Jüdischen Privatschulen, wo sie ihre spätere Freundin Rose Ollendorff kennenlernte. Um einer drohenden Verhaftung zu entgehen, tauchten die beiden im Juli 1942 unter und überlebten zusammen mit Lucie Friedlaender zuletzt in einer Berliner Gartenlaube und in der Wohnung von Elisabeth Wust. Nach dem Ende des Weltkriegs und der Verfolgung wurde Käte Laserstein zunächst wieder Lehrerin, ging aber im Juni 1946 zu ihrer Schwester Lotte Laserstein nach Stockholm. Im April 1954 kehrte sie nach Berlin zurück und unterrichtete bis zu ihrem Tod Deutsch und Englisch an der Gertrauden Schule in Berlin-Dahlem, heute Gail S. Halvorsen Schule.

## Werke, Zeitdokumente, Erinnerungskultur
Zwischen 1926 und 1931 veröffentlichte Käte Laserstein drei literaturhistorische Arbeiten; zwei Manuskripte einer englischen Grammatik und Sprachlehre sind seit der Beschlagnahmung der Wohnung verschollen. Erhalten sind zum einen amtliche Schreiben im Entschädigungsverfahren und zum anderen persönliche Briefe und Postkarten, die Käte Laserstein an Lotte Laserstein sandte.
Diese Dokumente wurden Grundlage mehrerer Rechercheprojekte in Berlin. Eine Lesemappe zu Käte Laserstein entstand im Rahmen der Ausstellung über queeres Leben im Nationalsozialismus, die im Dezember 2023 im Deutschen Bundestag eröffnet wurde. Im November 2024 wurde ein Stolperstein zu Käte Lasersteins Gedenken, neben dem ihrer Mutter Meta, die 1943 im Konzentrationslager Ravensbrück zu Tode kam, verlegt. Im Immenweg in Berlin-Steglitz wurde zudem ein Stolperstein zu Rose Ollendorff verlegt. Am 27. Mai 2025 berichtete der Deutschlandfunk zu Käte Lasersteins 125. Geburtstag in der Sendung Kalenderblatt.

## Publikationen
- Der Griseldisstoff in der Weltliteratur, Weimar 1926.
- Wolframs von Eschenbach Germanische Sendung. Ein Beitrag zur Stellung des Dichters in seiner Zeit, Berlin 1926/Reprint Nendeln 1967.
- Die Gestalt des bildenden Künstlers in der Dichtung, Berlin/Leipzig 1931.